# كارلوس دومينغيز
كارلوس دومينغيز (بالإسبانية: Carlos Domínguez Cáceres)‏ هو لاعب كرة قدم إسباني، ولد في 11 فبراير 2001.